# Muscolo pettinato

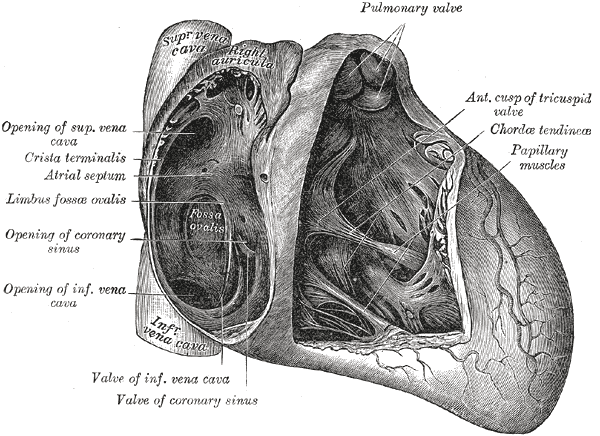
Sezione dell'atrio e del ventricolo destro che ne evidenzia le trabecole carnose

Un muscolo pettinato sporge dalla superficie interna dell'auricola di un atrio del cuore. I muscoli pettinati rivestono completamente la superficie interna dell'auricola dell'atrio assumendo andamento parallelo e convergente verso l'apice dell'auricola. Il loro nome deriva dal fatto che, osservati sulla superficie interna delle pareti dell'atrio distesa dopo aver praticato un taglio longitudinale che dalla porzione vasale dell'atrio raggiunge l'apice dell'auricola, ricordano l'andamento parallelo dei denti di un pettine.
I muscoli pettinati presentano dimensioni differenti tra un atrio e l'altro, anche in relazione alle differenti dimensioni delle auricole stesse.
I muscoli pettinati dell'atrio destro, che possiede un'auricola di maggiori dimensioni, hanno spessore e lunghezza maggiore. Tra questi risultano particolarmente evidenti quelli che dalla cresta terminale si portano all'apice dell'auricola.
La funzione dei muscoli pettinati sarebbe quella di potenziare la capacità contrattile delle pareti dell'atrio senza aumentarne sostanzialmente lo spessore e la massa muscolare.